# Emblema del Madagascar
L'emblema del Madagascar è l'emblema identificativo del Madagascar, adottato nel 1998.

## Descrizione
È costituito da un disco dorato con al centro una sagoma dell'isola su fondo argentato. Sopra è possibile vedere una versione stilizzata della palma del viaggiatore, mentre in alto è presente la dicitura Repoblikan'i Madagasikara (in malgascio Repubblica del Madagascar). Sotto è raffigurato invece la testa di uno zebù rosso davanti ad una risaia; in basso campeggia il motto Tanindrazana, Fahafahana, Fandrosoana (in malgascio Patria, Libertà, Progresso).

## Emblemi storici

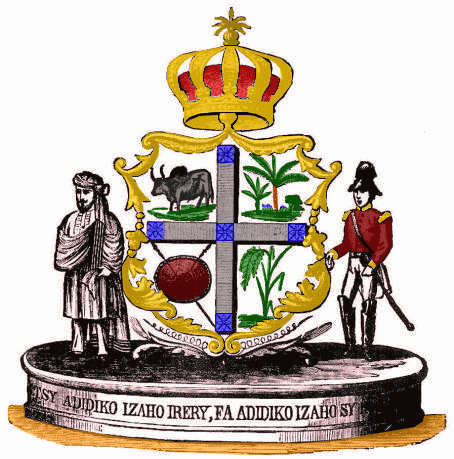
Stemma della regina Ranavalona II
Stemma del Regno del Madagascar nel 1896
Sigillo del Madagascar francese
Emblema della Repubblica malgascia
Sigillo della Repubblica malgascia
Emblema della Repubblica Democratica del Madagascar
Sigillo della Terza repubblica del Madagascar tra il 1993 e il 1998